# Stora Botjärnen
Stora Botjärnen är en sjö i Hällefors kommun i Västmanland och ingår i Norrströms huvudavrinningsområde. Sjöns area är 0,022 kvadratkilometer och den befinner sig 200 meter över havet.